# Łyszkowice (Łowicz)
Pour les articles homonymes, voir Łyszkowice.
Łyszkowice (prononciation [wɨʂkɔˈvit͡sɛ]) est un village de la gmina de Łyszkowice, du powiat de Łowicz, dans la voïvodie de Łódź, situé dans le centre de la Pologne.
Le village est le siège administratif (chef-lieu) de la gmina rurale appelée gmina de Łyszkowice.
Il se situe à environ 13 kilomètres au sud de Łowicz (siège du powiat) et 39 kilomètres au nord-est de Łódź (capitale de la voïvodie).
Sa population s'élevait approximativement à 1 377 habitants en 2011.

## Administration
De 1975 à 1998, le village était attaché administrativement à l'ancienne voïvodie de Skierniewice.

Depuis 1999, il fait partie de la nouvelle voïvodie de Łódź.